# SpVgg Gelb-Rot Meiningen
Die Sportvereinigung Gelb-Rot Meiningen war ein deutscher Militär-Sportverein (MSV) aus Meiningen. Der Verein betrieb die Sportarten Fußball, Feldhandball und Leichtathletik. Die Fußballmannschaft agierte in der Meisterschaft der Gauliga Westthüringen und Bezirksklasse Thüringen (2. Liga), die Feldhandballer spielten in der Gauliga Mitte (1. Liga).

## Geschichte
In der Garnisonstadt Meiningen entstand – wie zu dieser Zeit allgemein üblich – auch ein Militär-Sportverein. Ab 1921 gab es eine Fußballmannschaft des in der Hauptkaserne stationierten 14. Infanterie-Regiments der Reichswehr, die Spiele gegen „zivile“ Vereine wie den VfL Meiningen austrug. 1924 wurde schließlich die Sportvereinigung Gelb-Rot für die in Meiningen dienenden Soldaten ins Leben gerufen, die in Fußball- und Feldhandballmannschaften spielten. Bereits im Gründungsjahr waren 393 Mitgliedern in der Statistik des Verbandes Mitteldeutscher Ballspiel-Vereine (VMBV) verzeichnet. 1934 wurde das Regiment zum „Infanterie-Regiment Meiningen“ umgegliedert und 1935 nach Gründung der Wehrmacht als Schützen-Regiment 2 der 2. Panzerdivision unterstellt. Nach der Umstrukturierung der Reichswehr zur Wehrmacht mit mehreren Verlegungen von Militäreinheiten konnte der Verein keine stabile Mannschaften mehr aufstellen, was den Rückzug aus den Gauligen bedeutete. In der Leichtathletik nahmen mehrere Soldaten an den Leichtathletik-Gaumeisterschaften teil. Die Sportvereinigung Gelb-Rot Meiningen wurde nach dem Ende des Zweiten Weltkrieges 1945 aufgelöst.

## Fußball
Die Fußballer des Soldatenvereins spielten ab 1925 in der Gauliga Westthüringen und traten 1928 erstmals überregional in Erscheinung, als sie sich die Gaumeisterschaft sicherten und sich für die Mitteldeutsche Meisterschaft qualifizieren konnten. Gegen den VfB Coburg unterlag Meiningen allerdings bereits in der ersten Hauptrunde mit 0:4.
In der Spielzeit 1932/33 erreichte Gelb-Rot noch einmal als Meister der Gauliga Westthüringen die Endrunde um die Mitteldeutsche Meisterschaft, in der die Gelb-Roten im Achtelfinale dem klar favorisierten SC Erfurt mit 1:5 unterlagen. Bei der Neuordnung 1933 kam der Verein in die zweithöchste Liga, die Bezirksklasse Thüringen, wo er drei Jahre lang in der Spitzengruppe mitspielte. Nach einem zweiten Platz in der Saison 1935/36 verschwand der Verein aus den Tabellen. Im Buch „100 Jahre Fußball in Thüringen“ heißt es über das Verschwinden: „Auch die Mannschaft Gelb-Rot Meiningen schied als ehemalige Reichswehrmannschaft aus der Bezirksklasse aus.“
Herausragender Spieler der Soldatenelf war der aus Steinach stammende Torhüter Ernst Tzschach, der von Reichstrainer Sepp Herberger mehrfach zu Lehrgängen der deutschen Fußballnationalmannschaft eingeladen worden war, allerdings nie in einem Länderspiel eingesetzt wurde. Erst 1962 wurde mit der ASG Vorwärts Meiningen erneut eine Armeesportgemeinschaft in der Garnisonstadt gegründet.

### Statistik
- Zweimal Meister in der Gauliga Westthüringen und Teilnahme an der Mitteldeutschen Meisterschaft 1928/29 und 1932/33.
- Platzierungen in der zweitklassigen Bezirksklasse Thüringen: 4. Platz 1933/34, 3. Platz 1934/35 und 2. Platz 1935/36.

## Feldhandball
Bereits vor der Gründung des Vereins spielten die Soldaten des Regiments Feldhandball. 1936 errang die Feldhandballmannschaft von Gelb-Rot-Meiningen die Meisterschaft der Gau Thüringen und stieg mit einem Sieg beim Aufstiegsduell gegen Wacker Halle vom Gau Halle-Merseburg in die Gauliga VI–Mitte auf (eine von 16 1. Ligen). In der Saison 1936/37 belegten sie dort als Aufsteiger den 5. Platz unter 10 Mannschaften. Ein Höhepunkt war dabei ein 10:6-Sieg gegen den deutschen Meister von 1935 Polizei SV Magdeburg vor 2500 Zuschauern im Dezember 1936. Wegen Verlegung und Neuordnung der Militäreinheiten zog man am Ende der Saison die Mannschaft vom Spielbetrieb zurück und man spielte bis zum Beginn des Krieges nur noch sporadisch Handball. Erst seit 1949 besteht in Meiningen beim ESV Lok Meiningen wieder eine Sektion Handball.